# Polizeimusikkorps Karlsruhe
Das Polizeimusikkorps Karlsruhe ist ein Blasorchester in Karlsruhe. Dirigent ist seit September 2017 Mario Ströhm.

## Profil
Das Polizeimusikkorps Karlsruhe wurde 1981 gegründet. Heute (Stand März 2025) gehören rund 70 Musikerinnen und Musiker zum Orchester, damit ist das Polizeimusikkorps Karlsruhe das größte Polizeiorchester Deutschlands. Die Musizierenden gehören der Schutz- und Kriminalpolizei an, zudem wirken Polizeipensionäre, aber auch zahlreiche Hobbymusiker aus dem zivilen Berufsleben in dem reinen Freizeitorchester mit. Es wird ergänzt durch eine Sängerin, Erste Polizeihauptmeisterin Nina Hirschler, sowie durch einen Sänger, Polizeihauptkommissar a. D. Toni Bergsch.
Das Orchester dient mit seinen öffentlichen Konzerten der Öffentlichkeitsarbeit sowie Imagepflege und tritt unter anderem bei dienstlichen und repräsentativen Anlässen der Polizei und regionaler Behörden auf.
Ein weiterer Schwerpunkt bilden regelmäßige Benefizkonzerte in Konzertsälen, Kirchen und Festveranstaltungen.
Das Orchester wird seit September 2017 von Mario Ströhm geleitet, nachdem sein Vorgänger, Heinz Bierling, im November 2016 plötzlich verstorben ist. Heinz Bierling hatte bereits im März 1991 die musikalische Leitung des damaligen Freizeit-Musikkorps der Polizei Karlsruhe übernommen und es maßgeblich zu den heutigen Erfolgen geführt.
Zum Orchester gehört ein Förderverein, der es sich zur Aufgabe gemacht hat, das Polizeimusikkorps bei der polizeilichen Öffentlichkeitsarbeit und Pflege der Blasmusik ideell und finanziell zu unterstützen. Das Polizeimusikkorps Karlsruhe ist ein Freizeitmusikkorps und muss daher ohne Haushaltsmittel des Landes auskommen. Deshalb ist dessen Förderung unter anderem zur Beschaffung von Musikinstrumenten, zum Kauf von Musik- und Verstärkeranlagen, Notenkauf, zur Durchführung von Benefizkonzerten und Konzertreisen erforderlich.

## Auftritte (Auswahl)

### Konzerte und Konzertreisen
- Konzertreisen nach Nottingham 1990[3] und 1992[4]
- Teilnahme an der internationalen Musikparade in Karlsruhe 1993,[5] 1995[6] und 1996[7]
- Konzertreise nach Philadelphia/USA mit Auftritten auf dem 127. Cannstatter Volksfest in Philadelphia[8]
- Konzerte im Dom zu Speyer 2004[9] und 2007[10]
- Konzertreise in die Türkei 2011 mit Konzerten in Istanbul, Sakarya, Ankara

### Auftritte in Radio und Fernsehen
- 19. Juli 1998: „Immer wieder sonntags“, Liveauftritt im ARD-Fernsehprogramm aus dem Europapark in Rust
- 10. Februar 2000: Fernsehaufzeichnung des SWR-vor dem Karlsruher Schloss für die Sendung „Abendmelodie“
- 29./30. Juli 2000: „Immer wieder sonntags“, Liveauftritt im ARD-Fernsehprogramm aus dem Europapark in Rust
- 19. März 2006, 20.15 Uhr: „Sonntagstour“, Teilnahme am Unterhaltungsprogramm im Südwestfernsehen, Aufzeichnung aus dem Baden-Airpark Söllingen

## Diskografie
Vom Polizeimusikkorps Karlsruhe sind bisher sechs CDs erschienen:
- Takt und Harmonie, Bauer-Studios, Ludwigsburg 1993, Nr. BCD7056
- Junger Sound & Alte Kameraden, Bauer-Studios, Ludwigsburg 1997, Nr. B-ton BCD 7162-3[11]
- Freundschaft mit dem Herzen / Amitié du coeur, 2001
- Schwungvoll und charmant, Bauer-Studios, Ludwigsburg 2001, Nr. B-Ton BCD 7259[12]
- Karlsruher Schlossparade, Bauer-Studios, Ludwigsburg 2005, Nr. BCD7319
- Weihnachtskonzert, Verlag Thomas Bierling, Walzbachtal 2007, Nr. Fidelitas FR 07.005[13]

Mit dem Erlös der CDs wird die Polizeistiftung Baden-Württemberg unterstützt, die den Familien von getöteten oder schwer verletzten Polizeibediensteten finanziell beisteht.